# Jesup (Georgia)
Jesup è una città degli Stati Uniti d'America, situata nello Stato della Georgia e in particolare nella contea di Wayne, della quale è il capoluogo.